# Liste der 999 Frauen des Heritage Floor/Hatschepsut
Diese Liste beschreibt das Gedeck für Hatschepsut auf dem Tisch der Kunstinstallation The Dinner Party von Judy Chicago. Sie ist Teil der Liste der 999 Frauen des Heritage Floor, die den jeweiligen Gedecken auf dem Tisch zugeordnet sind. Die Namen der 999 Frauen befinden sich auf den Kacheln des Heritage Floor, der unterhalb des Tisches angeordnet, zur Kunstinstallation gehört.

## Beschreibung
Die Installation besteht aus einem dreiseitigen Tisch, an dem jeweils 13 historische oder mythologische Persönlichkeiten, somit insgesamt 39 Personen, von der Urgeschichte bis zur Frauenrechtsbewegung Platz finden. Diesen Personen wurde am Tisch jeweils ein Gedeck bestehend aus einem individuell gestalteten Tischläufer, einem individuell gestalteten Teller sowie einem Kelch, Messer, Gabel, Löffel und einer Serviette zugeordnet. Die erste Seite des Tisches widmet sich der Urgeschichte bis zur Römischen Kaiserzeit, die zweite der Christianisierung bis zur Reformation und die dritte von der Amerikanischen Revolution bis zur Frauenbewegung. Jedem Gedeck auf dem Tisch sind weitere Persönlichkeiten zugeordnet, die auf den Fliesen des Heritage Floor, der den Raum unter dem Tisch und die Mitte des Raumes zwischen den Seite des Tisches einnimmt, einen Eintrag erhalten haben. Diese Liste erfasst die Persönlichkeiten, die dem Gedeck der Hatschepsut zugeordnet sind. Ihr Platz befindet sich an der ersten Tischseite.

### Hinweise
Zusätzlich zu den Namen wie sie in der deutschen Transkription oder im wissenschaftlichen Sprachgebrauch benutzt werden, wird in der Liste die Schreibweise aufgeführt, die von Judy Chicago auf den Kacheln gewählt wurde.
Die Angaben zu den Frauen, die noch keinen Artikel in der deutschsprachigen Wikipedia haben, sind durch die unter Bemerkungen angeführten Einzelnachweise referenziert. Sollten einzelne Angaben in der Tabelle nicht über die Hauptartikel referenziert sein, so sind an der entsprechenden Stelle zusätzliche Einzelnachweise angegeben. Bei Abweichungen zwischen belegten Angaben in Wikipedia-Artikeln und den Beschreibungen des Kunstwerks auf der Seite des Brooklyn Museums wird darauf zusätzlich unter Bemerkungen hingewiesen.

### Gedeck für Hatschepsut

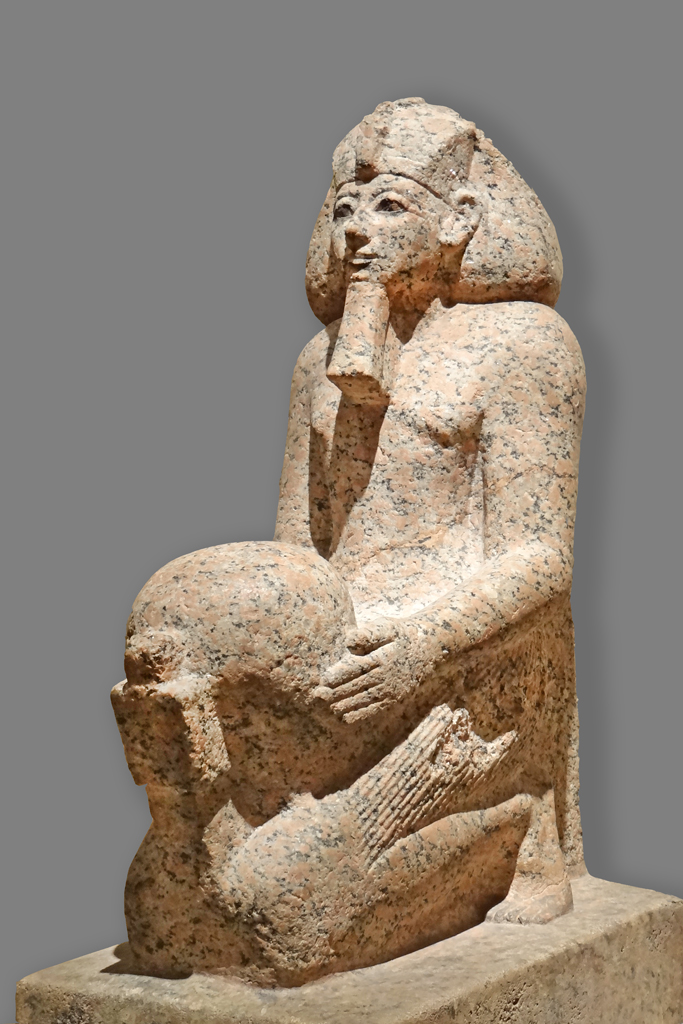
Hatschepsut, 18. Dynastie, 1475 v. Chr., Roter Granit 87 cm, Theben West / Deir-el-Bahari, Neues Museum Berlin

Hatschepsut war eine altägyptische Königin, die der 18. Dynastie (Neues Reich) zugerechnet wird. Sie regierte etwa von 1479 bis 1458 v. Chr. Der Name Hatschepsut bedeutet „Die erste der vornehmen Frauen“. Ihr Vater war Thutmosis I. und ihre Mutter die Königin Ahmose. Verheiratet war sie mit ihrem Halbbruder Thutmosis II., mit dem sie zwei Töchter hatte, Meritre Hatschepsut und Neferu-Re.
Nach dem Tod Thutmosis II. übernahm Hatschepsut die Regierungsgeschäfte für den neuen Herrscher Thutmosis III., Sohn von Thutmosis II. und seiner Nebenfrau Isis. Thutmosis III. war zu diesem Zeitpunkt etwa drei bis vier Jahre alt. Unter der Herrschaft von Hatschepsut fand eine rege Bautätigkeit statt. Auch führte sie eine Expedition nach Punt durch und mehrere Feldzüge. In Darstellungen wird sie zunächst als Frau, später aber männlich mit Bart, als Pharao, dargestellt.
In der Kunstinstallation The Dinner Party wird Hatschepsut ein als Relief gestaltetes Gedeck auf dem Tisch gewidmet, zudem eine Inschrift im Heritage Floor als Hashop. Ihr Gedeck soll die Autorität spiegeln, die sie als die bekannteste weibliche Pharaonin besaß. Die Gestaltungsform als Relief gibt die wichtigste und beliebteste Schnitzmethode ihrer Dynastie wieder. So ist die Mitte des Tellers nur geringfügig angehoben. Nach Judy Chicago soll dieses Gedeck den Übergang von den flachen zu dreidimensionalen Tellern auf dem Tisch der Dinner Party darstellen. Zur Gestaltung wurden ägyptische Grabmalereien und Reliefs, Frisuren, Kopfbedeckungen, Halsschmuck und die bekannten Teilprofile aus ägyptischen Porträts verwendet. Durch die Herrschaft von Hatschepsut stellte sich in Ägypten ein wirtschaftlicher Wohlstand ein. Dieser wird auf dem zugehörigen Tischläufer gepriesen. Hieroglyphen, die die Herrschaft preisen, wurden auf Streifen von weißem Leinen gestickt, die angelehnt sind an die hochwertigen Stoffe zur Zeit der Herrschaft Hatschepsuts.
Angelehnt an die geometrischen Muster und die Farbpalette der Reliefs im Totentempel der Hatschepsut wurde die Umrandung des Läufers gestaltet. Die Rückseite des Läufers ist mit zwei blaugrünen Halbkreisen bestickt, die an die Pharaonischen Halskragen zur Zeit der Hatschepsut erinnern. Im alten Ägypten war Blaugrün eine wichtige Farbe, da es mit den Göttern in Verbindung gebracht wurde und Herrscher, die die Farbe trugen, sich visuell mit Göttern und Göttinnen verbanden. Der Initialbuschstabe „H“ auf der Vorderseite des Läufers kombiniert die ägyptischen Symbole des Auges, der Gerechtigkeit und das lebenspendende Symbol des Pharaos, das Anch.
| Name             | Schreibweise auf der Kachel | Geburtsdatum                  | kulturräumliche Zuordnung | Bemerkungen | Bild |
| ---------------- | --------------------------- | ----------------------------- | ------------------------- | --- | ---- |
| Chuit            | Khuwyt                      | um 1960 v. Ch.                | Altes Ägypten             | Eine der ersten namentlich bekannten Musikerinnen. Sie ist nur von der Beischrift eines Wandbildes in der Grabkapelle der Senet, Mutter oder Frau des Antefiqer bekannt. Es zeigt sie als Sängerin und Harfenistin. |      |
| Dido             | Dido                        | N/A                           | Phönizien                 | Nach der Gründungslegende eine phönizische Prinzessin und die Gründerin Karthagos. |      |
| En-nigaldi-Nanna | Bel-Shalti-Narrar           | vor 554 v. Ch.                | Babylonien                | Tochter des babylonischen Königs Nabu-na'id und Hohepriesterin. |      |
| Hatschepsut      | Hashop                      | 14. Jh. v. Chr.               | Neues Reich               | Altägyptische Königin (Pharaonin). Sie wird der 18. Dynastie (Neues Reich) zugerechnet. |      |
| Königin von Saba | Makeda                      | N/A                           | Altes Testament           | Biblische Gestalt, die im 10. Jahrhundert v. Chr. eine Reise zum Hof König Salomos in Jerusalem unternommen haben soll. Wird im Alten Testament, Koran und äthiopischen Legenden genannt. In der Installation wird zu Makeda ausgeführt, dass dies der äthiopische Name der Königin von Saba sei und Saba ein Königreich gewesen wäre, welches im Alten Testament und im Koran erwähnt wird und räumlich im Jemen oder in Äthiopien gelegen sei. Als eine angeblich sehr wohlhabende Königin hörte sie von der Weisheit des König Salomos und reiste mit vielen Geschenken an seinen Hof, um ihn zu befragen. Es wird berichtet, Makeda wäre sehr beeindruckt von Salomos Königreich gewesen und Salomo hätte die Geschenke erwidert. Ungeklärt ist, ob Makeda eine Affäre mit König Salomo hatte, doch die königliche Familie von Äthiopien führt ihre Abstammung auf diese Zwei zurück. |      |
| Königin von Saba | Nicaula                     | N/A                           | Altes Testament           | Biblische Gestalt, die im 10. Jahrhundert v. Chr. eine Reise zum Hof König Salomos in Jerusalem unternommen haben soll. Wird im Alten Testament, Koran und äthiopischen Legenden genannt. Die Angaben zu Nicaula sind im Projekt dieselben wie zu Makeda. |      |
| Lucretia         | Lucretia                    | N/A                           | Römische Königszeit       | Römische Frau aus der (halb-)mythischen Frühzeit, Tochter des Spurius Lucretius Tricipitinus und Gattin des Collatinus aus der königlichen Familie der Tarquinier, tötete sich selbst nach einer Vergewaltigung. |      |
| Mama Ocllo       | Mama Oclo                   | N/A                           | Mythologie der Inka       | In der Mythologie der Inka eine fortpflanzungsfähige Gottheit und Mutter. Schwester des Inka-Herrschers Manco Cápac, Tochter des Sonnengottes Inti und dessen Frau Mama Killa. |      |
| Mentuhotep       | Mentuhetop                  | zwischen 1700 und 1550 v. Ch. | Zweite Zwischenzeit       | Gemahlin des ägyptischen Königs Djehuti. |      |
| Naqia            | Naqi'a                      | um 730 v. Chr.                | Assyrisches Reich         | Gemahlin des assyrischen Königs Sanherib, Schwiegertochter Sargons, Mutter des Asarhaddon und Großmutter des Assurbanipal. |      |
| Nitokris         | Nitocris                    | 6. Jh. v. Chr.                | Babylonien                | In den Historien des Herodot erwähnte Königin von Babylon. |      |
| Nofret (II.)     | Nofret                      | um 1900 v. Chr.               | Mittleres Reich           | Königliche Dame mit dem Titel „leibliche Königstochter“. |      |
| Nofretete        | Nefertiti                   | 14. Jh. v. Chr.               | Neues Reich               | Hauptgemahlin (Große königliche Gemahlin) des Pharaos Echnaton (Amenophis IV.). |      |
| Phantasia        | Phantasia                   | N/A                           | Altes Ägypten             | Eine Legende besagt, dass Phantasia, Tochter von Nikarchos, Lehrerin der Philosophie in Memphis, Ägypten, einen Bericht über den Trojanischen Krieg und die Abenteuer von Odysseus schrieb. Diese soll von Homer bei der Schaffung der Ilias und der Odyssee übernommen worden sein. Es ist wie bei Homer nicht bekannt, ob Phantasia eine echte Persönlichkeit war. |      |
| Puduḫepa         | Puduchepa                   | 13. Jh. v. Chr.               | Hethiter                  | Hethitische Großkönigin des 13. Jahrhunderts v. Chr. |      |
| Rahonem          | Rahonem                     | um 2500 v. Chr.               | Altes Reich               | Nach den Informationen des Brooklyn Museums war Rahonem laut Grabinschriften eine Priesterin-Musikerin und Leiterin der Sängerinnen und Tabour (Trommel) Spielerinnen in ihrem Tempel. |      |
| Semiramis        | Semiramis                   | N/A                           | Alter Orient              | Altorientalische Heldin oder Königin. |      |
| Tanaquil         | Tanaquil                    | um 600 v. Chr.                | Römische Königszeit       | Ehrgeizige Frau des Lucius Tarquinius Priscus, des fünften römischen Königs. Sie verheimlichte den Tod ihres Mannes so lange, bis die Thronfolge für Servius Tullius, den Mann ihrer Tochter Tarquinia, gesichert war. |      |
| Teje             | Tiy                         | 1398 v. Chr.                  | Neues Reich               | Große königliche Gemahlin und de facto Mitregentin des ägyptischen Pharaos Amenophis III. Auch unter ihrem Sohn Echnaton spielte sie eine politische Rolle, deren Ausmaß allerdings unklar ist. |      |
| Tetischeri       | Tetisheri                   | 16. Jh. v. Chr.               | Neues Reich               | Große königliche Gemahlin und Königsmutter. Sie gilt als „Stammmutter der Ahmosiden“. |      |

Einzelnachweise
1. ↑  Brooklyn Museum: Hatshepsut. In: brooklynmuseum.org. Abgerufen am 10. Oktober 2019.
2. ↑  Brooklyn Museum: Makeda. In: brooklynmuseum.org. Abgerufen am 6. Oktober 2019.
3. ↑  Brooklyn Museum: Nicaula. In: brooklynmuseum.org. Abgerufen am 6. Oktober 2019.
4. ↑  Brooklyn Museum: Rahonem. In: brooklynmuseum.org. Abgerufen am 6. Oktober 2019.